# Hecastocleidoideae
Hecastocleidoideae és una subfamília de plantes asteràcies.
És una subfamília caracteritzada pels seus capítols uniflorals, les flors polisimètriques amb corol·les pentalobades, els braços estilars curts amb àpex arrodonits i el papus esquamós. Té una sola tribu (Hecastocleideae) i una sola espècie: Hecastocleis shockleyi distribuïda pel sud-oest dels Estats Units.